# 662
Cette page concerne l'année 662  du calendrier julien. Pour l'année 662 av. J.-C., voir 662 av. J.-C.
L'année 662 est une année commune qui commence un samedi.

## Événements
- Le calife Mu'awiyya lance ses troupes à la conquête du Maghreb[1]. Il ne peut se maintenir face à la résistance des Byzantins et les Arabes se retirent en Tripolitaine avec leur butin (661-663)[2].

- Le maire du palais d’Austrasie Grimoald Ier, livré aux Grands de Neustrie par son compétiteur Wulfoald est exécuté avec son fils Childebert III, qu'il avait placé sur le trône d’Austrasie[3]. Childéric II règne en Austrasie à l'âge de 8 ans sous la tutelle de Wulfoald[4].
- Le roi de Pavie Godepert, est assassiné par le duc Grimoald Ier de Bénévent qu'il a appelé à l'aide contre son frère Perctarith, qui règne à Milan. Ce dernier s'enfuit chez les Avars et Grimoald se fait proclamer roi des Lombards par la diète (fin de règne en 671)[5].
- Échec d’une expédition franque en Italie contre les Lombards (662-663)[6].
- Le basileus Constant II décide de reprendre l’Italie aux Lombards. Il débarque à Tarente au printemps 663 et renforce la position de Byzance dans le sud de la péninsule[7].

## Naissances en 662
- Odile de Hohenbourg, abbesse du monastère de Hohenbourg.

## Décès en 662
- 13 août : Maxime dit le Confesseur, né en 580 (82 ans), adversaire du monothélisme, (mort martyr des suites des tortures infligées sur ordre de l'empereur Byzantin Constant II), (canonisé)[8].

- Grimoald, maire du palais d'Austrasie, et l'un des ancêtres de la dynastie des Carolingiens.
- Childebert III, roi d'Austrasie.
- Godepert, roi des Lombards.